# Austin Krajicek
Austin Krajicek (ur. 16 czerwca 1990 w Tampa) – amerykański tenisista, reprezentant kraju w Pucharze Davisa, srebrny medalista igrzysk olimpijskich z Paryża (2024) w grze podwójnej, zwycięzca French Open 2023 w grze podwójnej, lider rankingu ATP deblistów.

## Kariera tenisowa

### Kariera juniorska
Od 2005 roku grał w turniejach z cyklu ITF Junior Circuit, nie wygrywając w żadnych zawodach. Rok później rozpoczął starty w zawodach rangi ITF Men’s World Tennis Tour, wygrywając łącznie 15 turniejów, w tym 10 w deblu.

### Kariera zawodowa
W turniejach wielkoszlemowych najlepszym rezultatem zawodnika było odpadnięcie w 2. rundzie US Open 2015 i Australian Open 2016 w singlu, natomiast w grze podwójnej Krajicek wygrał French Open 2023.
W zawodach z cyklu ATP Tour Amerykanin triumfował w 12 turniejach z 30 rozegranych finałów w konkurencji gry podwójnej.
Finalista US Open 2023 w konkurencji gry mieszanej w parze z Jessicą Pegulą.
Od lutego 2023 roku reprezentant Stanów Zjednoczonych w Pucharze Davisa.
Zagrał na igrzyskach olimpijskich w Tokio (2020). W turnieju gry podwójnej zajął 4. miejsce, startując w parze z Tennysem Sandgrenem. W 2024 roku wystąpił na igrzyskach olimpijskich w Paryżu w deblu, w którym razem z Rajeevem Ramem zdobyli srebrny medal, przegrywając w finale z Matthew Ebdenem i Johnem Peersem 7:6(6), 6:7(1), 8–10.
Najwyżej sklasyfikowany w zestawieniu singlistów był na 94. pozycji (26 października 2015), natomiast w rankingu deblistów na 1. miejscu (12 czerwca 2023).

#### Finały w turniejach ATP Tour
| Legenda                                      |
| -------------------------------------------- |
| Wielki Szlem                                 |
| Igrzyska olimpijskie                         |
| Tennis Masters Cup / ATP Finals              |
| ATP Masters Series / ATP Tour Masters 1000   |
| ATP International Series Gold / ATP Tour 500 |
| ATP International Series / ATP Tour 250      |

##### Gra podwójna (12–18)
| Końcowy wynik | Nr  | Data                 | Turniej            | Nawierzchnia  | Partner               | Przeciwnicy                              | Wynik finału         |
| ------------- | --- | -------------------- | ------------------ | ------------- | --------------------- | ---------------------------------------- | -------------------- |
| Finalista     | 1.  | 10 stycznia 2016     | Ćennaj             | Twarda        | Benoît Paire          | Oliver Marach Fabrice Martin             | 3:6, 5:7             |
| Finalista     | 2.  | 11 lutego 2018       | Quito              | Ceglana       | Jackson Withrow       | Nicolás Jarry Hans Podlipnik-Castillo    | 6:7(6), 3:6          |
| Finalista     | 3.  | 30 września 2018     | Chengdu            | Twarda        | Jeevan Nedunchezhiyan | Ivan Dodig Mate Pavić                    | 2:6, 4:6             |
| Zwycięzca     | 1.  | 21 października 2018 | Moskwa             | Twarda (hala) | Rajeev Ram            | Maks Mirny Philipp Oswald                | 7:6(4), 6:4          |
| Finalista     | 4.  | 3 marca 2019         | Acapulco           | Twarda        | Artem Sitak           | Alexander Zverev Mischa Zverev           | 6:2, 6:7(4), 5–10    |
| Zwycięzca     | 2.  | 15 czerwca 2019      | Rosmalen           | Trawiasta     | Dominic Inglot        | Marcus Daniell Wesley Koolhof            | 6:4, 4:6, 10–4       |
| Zwycięzca     | 3.  | 28 lipca 2019        | Atlanta            | Twarda        | Dominic Inglot        | Bob Bryan Mike Bryan                     | 6:4, 6:7(5), 11–9    |
| Finalista     | 5.  | 4 sierpnia 2019      | Los Cabos          | Trawiasta     | Dominic Inglot        | Romain Arneodo Hugo Nys                  | 5:7, 7:5, 14–16      |
| Zwycięzca     | 4.  | 13 września 2020     | Kitzbühel          | Ceglana       | Franko Škugor         | Marcel Granollers Horacio Zeballos       | 7:6(5), 7:5          |
| Finalista     | 6.  | 18 lipca 2021        | Newport            | Trawiasta     | Vasek Pospisil        | William Blumberg Jack Sock               | 2:6, 6:7(3)          |
| Finalista     | 7.  | 22 sierpnia 2021     | Cincinnati         | Twarda        | Steve Johnson         | Marcel Granollers Horacio Zeballos       | 6:7(5), 6:7(5)       |
| Finalista     | 8.  | 27 sierpnia 2021     | Winston-Salem      | Twarda        | Ivan Dodig            | Marcelo Arévalo Matwé Middelkoop         | 7:6(5), 5:7, 6–10    |
| Zwycięzca     | 5.  | 21 maja 2022         | Lyon               | Ceglana       | Ivan Dodig            | Máximo González Marcelo Melo             | 6:3, 6:4             |
| Finalista     | 9.  | 4 czerwca 2022       | French Open, Paryż | Ceglana       | Ivan Dodig            | Marcelo Arévalo Jean-Julien Rojer        | 7:6(4), 6:7(5), 3:6  |
| Finalista     | 10. | 7 sierpnia 2022      | Waszyngton         | Twarda        | Ivan Dodig            | Nick Kyrgios Jack Sock                   | 5:7, 4:6             |
| Finalista     | 11. | 16 października 2022 | Florencja          | Twarda (hala) | Ivan Dodig            | Nicolas Mahut Édouard Roger-Vasselin     | 6:7(4), 3:6          |
| Zwycięzca     | 6.  | 23 października 2022 | Neapol             | Twarda        | Ivan Dodig            | Matthew Ebden John Peers                 | 6:3, 1:6, 10–8       |
| Zwycięzca     | 7.  | 30 października 2022 | Bazylea            | Twarda (hala) | Ivan Dodig            | Nicolas Mahut Édouard Roger-Vasselin     | 6:4, 7:6(5)          |
| Finalista     | 12. | 6 listopada 2022     | Paryż              | Twarda (hala) | Ivan Dodig            | Wesley Koolhof Neal Skupski              | 6:7(5), 4:6          |
| Finalista     | 13. | 14 stycznia 2023     | Adelaide           | Twarda        | Ivan Dodig            | Marcelo Arévalo Jean-Julien Rojer        | walkower             |
| Zwycięzca     | 8.  | 19 lutego 2023       | Rotterdam          | Twarda (hala) | Ivan Dodig            | Rohan Bopanna Matthew Ebden              | 7:6(5), 2:6, 12–10   |
| Finalista     | 14. | 2 kwietnia 2023      | Miami              | Twarda        | Nicolas Mahut         | Santiago González Édouard Roger-Vasselin | 6:7(4), 5:7          |
| Zwycięzca     | 9.  | 16 kwietnia 2023     | Monte Carlo        | Ceglana       | Ivan Dodig            | Romain Arneodo Tristan-Samuel Weissborn  | 6:0, 4:6, 14–12      |
| Zwycięzca     | 10. | 10 czerwca 2023      | French Open, Paryż | Ceglana       | Ivan Dodig            | Sander Gillé Joran Vliegen               | 6:3, 6:1             |
| Zwycięzca     | 11. | 25 czerwca 2023      | Londyn             | Trawiasta     | Ivan Dodig            | Taylor Fritz Jiří Lehečka                | 6:4, 6:7(5), 10–3    |
| Finalista     | 15. | 30 czerwca 2023      | Eastbourne         | Trawiasta     | Ivan Dodig            | Nikola Mektić Mate Pavić                 | 4:6, 2:6             |
| Zwycięzca     | 12. | 4 października 2023  | Pekin              | Twarda        | Ivan Dodig            | Wesley Koolhof Neal Skupski              | 6:7(12), 6:3, 10–5   |
| Finalista     | 16. | 2 marca 2024         | Dubaj              | Twarda        | Ivan Dodig            | Tallon Griekspoor Jan-Lennard Struff     | 4:6, 6:4, 6–10       |
| Finalista     | 17. | 30 marca 2024        | Miami              | Twarda        | Ivan Dodig            | Rohan Bopanna Matthew Ebden              | 7:6(3), 3:6, 6–10    |
| Finalista     | 18. | 3 sierpnia 2024      | Paryż              | Ceglana       | Rajeev Ram            | Matthew Ebden John Peers                 | 7:6(6), 6:7(1), 8–10 |

##### Gra mieszana (0–1)
| Końcowy wynik | Nr | Data            | Turniej            | Nawierzchnia | Partnerka      | Przeciwnicy                    | Wynik finału |
| ------------- | -- | --------------- | ------------------ | ------------ | -------------- | ------------------------------ | ------------ |
| Finalista     | 1. | 9 września 2023 | US Open, Nowy Jork | Twarda       | Jessica Pegula | Anna Danilina Harri Heliövaara | 3:6, 4:6     |